# Corethrovalva paraplesia
Corethrovalva paraplesia là một loài bướm đêm thuộc họ Gracillariidae. Nó được tìm thấy ở Nam Phi.
Ấu trùng ăn Rhus species. Chúng có thể ăn lá nơi chúng làm tổ.